# Zero III
Zero III ist eine osttimoresische Aldeia im Suco Fatuhada (Verwaltungsamt Dom Aleixo, Gemeinde Dili). 2015 lebten in der Aldeia 5895 Menschen.

## Lage und Einrichtungen
In Zero III befinden sich die Stadtteile Lurumata und Bedik. Die Aldeia liegt im Südwesten von Fatuhada. Nördlich befindet sich die Aldeia Zero V, nordöstlich die Aldeia Zero I und östlich der Rua de Ai-Teka die Aldeia Zero II. Im Westen grenzt Zero V mit der Avenida Luro Mata an den Suco Bebonuk und im Süden mit der Avenida Nicolau Lobato an die Sucos Comoro und Bairro Pite.
In Zero III befinden sich die Dili International School (DIS), die  Escola Pre-Secondario 10 de Setembro und die Escola Secondario 10 de Setembro. Neben den Schulen des 10. Septembers steht die Parteizentrale der FRETILIN.

## Geschichte
Im Westen von Zero III befand sich früher an der Rua de Manu Aman der Markt von Comoro (portugiesisch Mercado Comoro). Während der Unruhen in Osttimor 2006 kam es zu einem Kampf zwischen Banden am Markt von Comoro. Er wurde durch 100 internationale Polizisten und australische Soldaten beendet.
2012 wurde der Markt nach Manleuana verlegt und es entstanden einfache Wohnhäuser auf dem Gelände. In der Nacht zum 29. Juli 2021 kam es zu einem Großbrand, bei dem 400 Häuser zerstört wurden.

Feuer am Markt von Comoro 2021
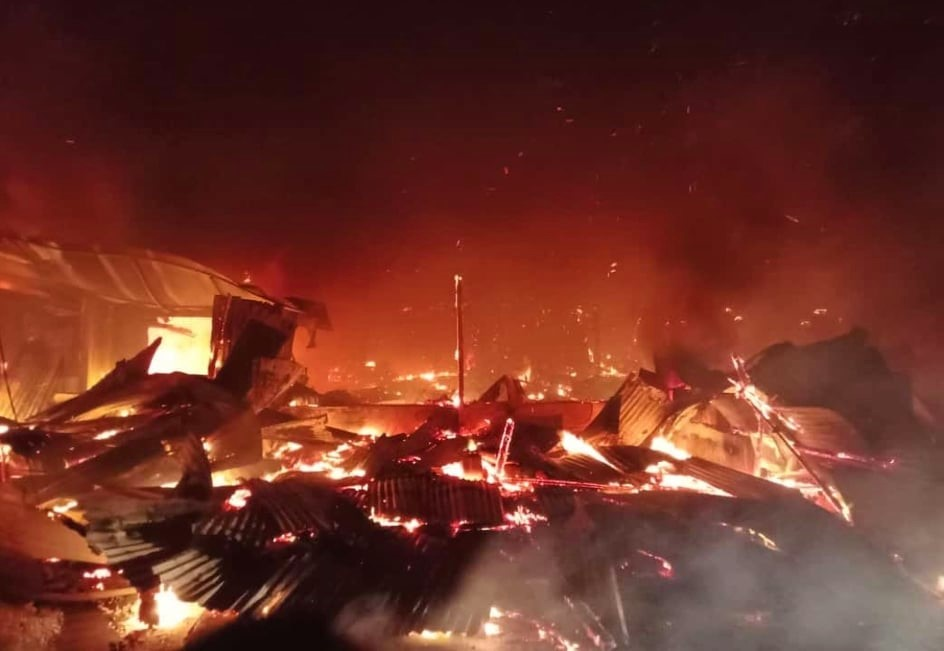
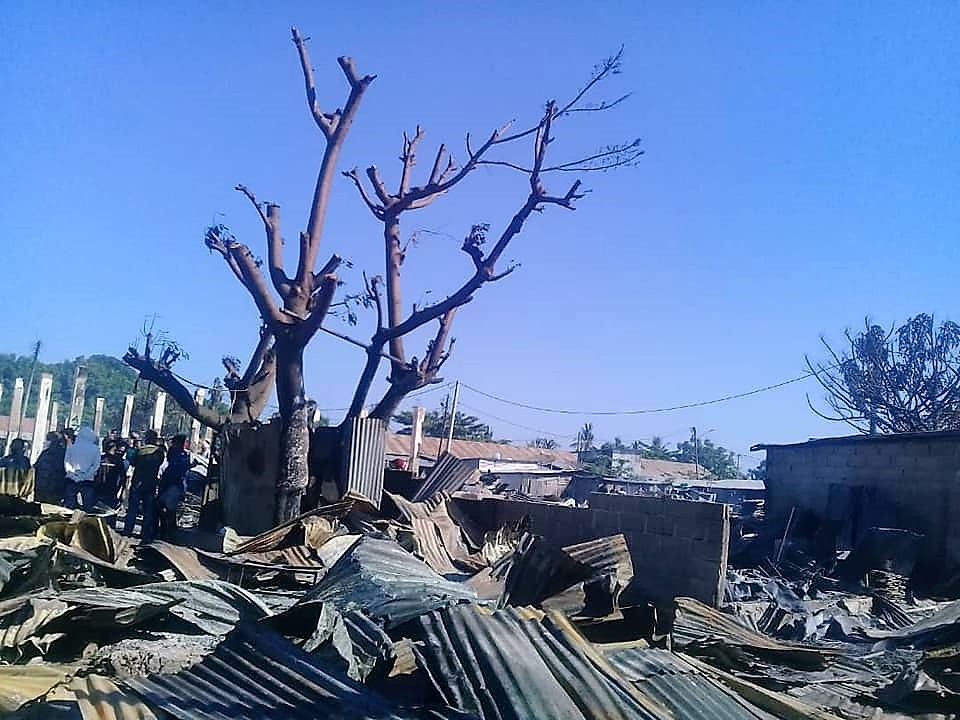